# Fred Vargas
Fred Várgas (fr. izgovorjava približno kot Fred Vargás), s pravim imenom Frédérique Audoin-Rouzeau, francoska pisateljica, * 7. junij 1957, Pariz, Francija. 
Njeni kriminalni romani so bili večkrat nagrajeni doma v tujini. Njene knjige se tudi zelo dobro prodajajo. Leta 2008 je v Franciji zasedla 3. mesto z 1,08 milijona prodanih izvodov. 
V znanstvenem poklicu je delala v Narodnem znanstvenem raziskovalnem središču (Centre national de la recherche scientifique (CNRS)) kot zoo-arheologinja, kasneje pa v Pasteurjevem inštitutu. Predvsem je raziskovala zgodovno in epidemiologije kuge (»črne smrti«) ob koncu srednjega veka.
Pisateljski psevdonim je izbrala kot kombinacijo okrajšanega imena, namišljeni priimek pa sta izbrali skupaj s sestro-dvojčico Joëlle (Jo Vargas), ki je slikarka. Piše predvsem kriminalne romane. V obdobju od leta 1986 do vključno 2011 je izdala 15 romanov te zvrsti. Izdala je tudi tri knjige z esejistično vsebino. V osmih njenih romanih izdanih do vključno leta 2011, je glavni junak policijski inšpektor Jean-Baptiste Adamsberg, peripatetični policijski komisar z zenovskim pristopom k raziskavam. 
Je tudi avtorica več strokovnih knjig s področja zgodovinske epidemiologije. 

## Slovenski prevodi
V slovenščini so izšli štirje policijski romani iz serije o komisarju Adamsbergu  (za točko letnica prve francoske izdaje):
- 1991 - L'Homme aux cercles bleus; Človek z modrimi krogi : (prvi primer komisarja Adamsberga); 2009 (International Dagger award); MK 2007
- 1999 - L'Homme à l'envers; Narobe obrnjeni mož : (tretji primer komisarja Adamsberga) 2004, (Prix Mystère de la critique); MK 2008
- 2001 - Pars vite et reviens tard; Odpotuj hitro in se pozno vrni : (drugi primer komisarja Adamsberga), 2003, (Prix des libraires); MK 2009
- 2004 - Sous les vents de Neptune; V Neptunovem vetru : (četrti primer komisarja Adamsberga), 2007 (International Dagger award); MK 2010

Vse navedene knjige je izdala Mladinska knjiga, Ljubljana; prevedla Jana Pavlič.